# Danish Aerotech
Danish Aerotech var et privatejet dansk firma, som blev startet i 1992. Firmaet fremstillede våbenprodukter, og vedligeholdte militære luftfartøjer og missiler for kunder i ind- og udland.
Firmaets faciliteter, hangarer, varelager og værksteder, var beliggende på Flyvestation Karup i Midtjylland.
Den 22. december 2015 blev 80 ansatte sendt hjem, og Danish Aerotech kom under konkursbehandling af Retten i Herning.